# San Cristóbal Texcalucan
San Cristóbal Texcalucan

## Reseña histórica
A los inicios de la Revolución Mexicana Isidoro Silva y Macario Gutiérrez se encargaron de reunir hombres y caballos en la comunidad, para la lucha armada en contra de las fuerzas zapatistas.
El 6 de agosto de 1921 se realizó la repartición de Ejidos a las poblaciones de San Cristóbal Texcalucan, La Magdalena Chichicaspa y San Francisco Chimalpa.
En la década de los 90, los ejidatarios de la población vendieron parte del "Ejido de San Cristóbal Texcalucan" y quedó convertido en una zona residencial llamada Bosque Real Country Club.

## Costumbres y tradiciones
En la localidad se celebran varias fiestas las cuales son las siguientes:
- 1 de enero
- 2 de febrero
- Semana Santa
- 3 de mayo
- 25 de julio (Festividad de San Cristóbal Mártir)
- 2 de noviembre
- 12 de diciembre
- 24 de diciembre
- 31 de diciembre y 6 de enero

## Población
La población según el censo de población y vivienda 2010 del INEGI San Cristóbal Texcalucan cuenta con 3,323 personas

## Economía
Una gran parte de la población nativa se dedica a la agricultura, y la otra parte al comercio. Pero la característica principal esta localidad es la dedicación a la cantería  cualidad única de esta región en el municipio.

## Sistemas de transporte
| Nombre  | Dueño                                                                       | Bases |
| ------- | --------------------------------------------------------------------------- | --- |
| Ruta 04 | Asociación de Propietarios y Autotransportistas de Huixquilucan S.A DE C.V. | Metro Cuatro Caminos, Huixquilucan Centro, San José Huiloteapan y Barrio La Manzana (en La Magdalena Chichicaspa)                    |
| Taxis   | Sitio San Cristóbal                                                         | Base Parroquia San Cristóbal Mártir, Base Los Arcos, Base El Mirador, Base Trejo, Base Clínica 190, Base El Arenal, Base Bosque Real |

## Instituciones educativas
La localidad cuenta con seis instituciones educativas públicas y 1 privada. Además cuenta con una importante escuela secundaria del tipo técnico en el municipio la cual es la "E.S.T. No. 19 "José Alonso Huetzin Apocatzin"" que durante años ha abastecido a una gran parte del municipio con la educación secundaria y además cuenta con servicio de educación a los adultos a través del INEA.las instituciones son las sig:
| Nombre                                     | Clave      | Paraje        | Turno               | Servicio           | Nivel  |
| ------------------------------------------ | ---------- | ------------- | ------------------- | ------------------ | ------ |
| José Vasconcelos                           | 15DJN0868H | - - - - - - - | Matutino            | Preescolar         | Básico |
| Aquiles Serdán                             | 15EJN0973R | El Mirador    | Matutino            | Preescolar         | Básico |
| José María Morelos y Pavón                 | 15DPR2061Z | - - - - - - - | Matutino            | Primaria           | Básico |
| Justo Sierra                               | 15DPR1904T | - - - - - - - | Vespertino          | Primaria           | Básico |
| Mariano Azuela                             | 15DPR3196V | El Mirador    | Matutino            | Primaria           | Básico |
| E.S.T No. 19 José Alonso Huetzin Apocatzin | 15DST0019I | - - - - - - - | Matutino/Vespertino | Secundaria Técnica | Básico |